# 沃克扎爾
47°25′41″N 31°22′3″E / 47.42806°N 31.36750°E
沃克扎爾（烏克蘭語：Вокзал），是烏克蘭的村落，位於該國南部尼古拉耶夫州，由沃茲涅先斯克區負責管轄，始建於1951年，面積0.3平方公里，海拔高度64米，2001年人口150，人口密度每平方公里496.69人。